# 大崎市立西古川小学校
大崎市立西古川小学校（おおさきしりつ にしふるかわしょうがっこう）は、宮城県大崎市にあった公立小学校。

## 学校教育目標
心身ともに健康で 一人一人が輝く児童の育成

## 沿革
- 1873年（明治6年）7月 - 第壱番新堀小学校（新堀村）が開校、第壱番柏崎小学校が開校
- 1878年（明治11年）11月 - 柏崎小学校を保柳小学校を改称
- 1886年（明治19年） - 保柳尋常小学校に改称
- 1915年（大正4年） - 志田尋常高等小学校保柳分教場となる
- 1951年（昭和26年）4月 - 志田小学校から独立して、古川市立保柳小学校が開校
- 1954年（昭和29年）1月 - 現在地に校舎を移転
- 1955年（昭和30年）4月 - 古川市立西古川小学校に改称
- 1989年（平成元年）3月 - 新校舎落成
- 2000年（平成11年）3月 - 新体育館完成
- 2006年（平成18年）3月 - 市町合併により大崎市立西古川小学校に改称
- 2023年（令和5年）3月31日 - 古川西中学校、志田小学校、東大崎小学校、高倉小学校と統合して、新設の義務教育学校の大崎市立古川西小中学校が開校するため、閉校。

## 通学区域
- 新堀，西古川駅前，耳取，柏崎，斎下，保柳，荒田目，氷室[2]

## 卒業後の進路
- 大崎市立古川西中学校[2]